# یامادا، ایواته
یامادا، ایواته (به لاتین: Yamada, Iwate) یک منطقهٔ مسکونی در ژاپن است که در استان ایواته واقع شده‌است. یامادا ۲۶۳٫۴۵ کیلومترمربع مساحت و ۱۶٬۰۵۵ نفر جمعیت دارد.